# Jean-Martin Charcot
Jean Martin Charcot, francoski nevrolog in patolog, * 29. november 1825, Pariz, Francija,  † 16. avgust 1893, Lac des Settons, Francija. 
Danes je najbolj poznan po svojih raziskavah na področju hipnoze in histerije, še posebej pa za njegovo delo s pacientko Louise Augustine Gleizes, ki je imela simptome histerije. Poznamo ga tudi kot začetnika moderne nevrologije. Po njem je na primer poimenovana dedna bolezen perifernega živčevja Charcot–Marie-Tooth bolezen (CMT). Charcot valja za očeta francoske nevrologije in enega od svetovnih pionirjev nevrologije. Njegovo delo je močno vplivalo na razvoj področij nevrologije in psihologije. Bil je naj pomembnejši nevrolog 19. stoletja in poimenovan »Napoleon nevroze«.

## Življenje
Charcot se je rodil v Parizu. 33 let je delal in učil v znani Salpetriere bolnišnici. Njegov sloves je privabljal učence iz vse Evrope. Leta 1882 je dosegel, da so v Salpetiere bolnišnici odprli prvo nevrološko kliniko v Evropi. Charcot je bil del francoske nevrološke tradicije ter je globoko spoštoval svojega mentorja Duchenna de Boulogna. Leta 1862 se je poročil z bogato vdovo, gospo Durvis, s katero sta imela dva otroka. Jeanne in Jeana Baptista, ki je kasneje postal doktor in znan polarni raziskovalec. 
Po verskem prepričanju je bil ateist.

## Nevrologija
Charcotova primarna usmeritev je bila nevrologija. Prvi je na primer poimenoval in opisal multiplo sklerozo (MS). S povzemanjem že znanega in dodajanjem svojih novih kliničnih in patoloških spoznanj, je bolezen poimenoval sclérose en plaques. Trije opazni znaki MS, danes poznane tudi kot charcotova triada 1, so nistagmus (nenadzorovano (redko tudi nadzorovano) trzanje očesa), namerno tresenje in telegrafski govor (govor pri otrocih, ki šele razvijajo sposobnost tvorjenja stavkov), čeprav to niso znaki značilni samo za MS. Opazoval je tudi spremembe v dojemanju svojih pacientov in jih opisal kot vidna oslabitev spomina in počasno tvorjenje povezav v možganih. Poleg tega je bil prvi, ki je opisal motnjo danes imenovano Charcotov sklep ali Charcotova artropatija (generacije sklepnih površin, zaradi pomanjkanja notranjih dražljajev). Raziskoval je delovanje različnih delov možganov in vlogo arterij pri možganski krvavitvi. Bil je eden prvih, ki so opisali Charcot–Marie–Tooth bolezen (CMT), skupaj s Pierrom Mariejem iz Francije in Howardom Henryjem Toothom iz Anglije. Rečemo ji tudi peronealna mišična artopija. Charcotove raziskave med leti 1868 in 1881 so bile mejnik v razumevanju Parkinsonove bolezni. Med drugim je razlikoval med togostjo, šibkostjo in bradikinezo (počasnostjo gibov). Leta 1882 je bil priznan za prvega evropskega strokovnjaka za klinične bolezni.

## Histerija in hipnoza
Charcot je danes najbolj poznan po svojem delu na področju hipnoze in histerije. Prvič je histerijo začel raziskovati po tem, ko je odprl posebni oddelek za ženske s histero-epilepsijo. Na podlagi njihovih znakov je poimenoval dve vrsti histerije: manj in bolj resno. Njegove raziskave so potekale v času, ko se je javnost zanimala za živalski magnetizem in mezmarizacijo, ki sta se kasneje izkazala za metodo inducirane hipnoze. Njegov študij histerije je privlačil tako naravoslovne kot družboslovne znanstvenike. Najbolj znan je zaradi svojega dela s pacientko Louise Augustine Gleizes, ki je obolela za histerijo. Njegova najbolj znana pacientka pa je bila Marie Blanche Wittmann, imenovana tudi 'Kraljica histerije'. Na začetku je verjel, da se histerija razvije zaradi okvar živcev, proti koncu svojega življenja pa je prepričanje spremenil in menil, da je to zgolj psihološka motnja. Charcot se ni strinjal s teorijo, da se histerija pojavlja samo pri ženskah in zbral tudi nekaj primerov histerije pri moških. Pojavila se je pri moških, ki so opravljali službe, kjer so prevladovali moški (npr. inženirji, vojaki). Njegova analiza in pogled na histerijo, kot na nekaj kar je povzročeno s travmami, je spremenila razumevanje nevroloških simptomov izvirajočih iz travmatskih izkušenj oz. travm povezanih z vojno.
Eden od najbolj znanih nevrologov tistega časa Hippolyte Bernheim je bil kritičen do Charcojeve šole Salpêtrière. Očital mu je da je njegova teorija hipnoze zgrajena na podlagi idej in ni preverljiva. Tudi sam Charcot je imel pomisleke o nadaljnji uporabi hipnoze pri zdravljenju pacientov, saj dolgoročni vpliv le-te ni bil znan. Zaskrbljen je bil tudi zaradi prepira z Bernheimom, katerega je zaostril njegov učenec Georges Gilles de la Tourette, saj se je bal, da je spor ogrozil samo metodo hipnoze.

## Umetnost
Charcot je umetnost videl kot ključno orodje klinične anatomije. Na svojih predavanjih in konferencah je uporabljal slike in risbe, katere je naredil sam ali njegovi učenci. Risanje je bil tudi njegov hobi. Kot Duchenne velja za ključno osebo za vključitev fotografije v študij nevrologije.

## Zapuščina
Eden od Charcotovih največjih dosežkov, katerega je dosegel kot klinični zdravnik, je njegov prispevek k razvoju sistematičnega nevrološkega raziskovanja povezanega s serijo kliničnih znakov s specifičnimi poškodbami. To je bilo mogoče zaradi njegovih pionirskih in dolgotrajnih študij pacientov, združenih z mikroskopskimi in anatomskimi analizami pridobljenimi z obdukcijami. To je vodilo k prvi popolni razmejitvi različnih nevroloških bolezni in njihovih opisov.
Čeprav je bil Charcot do 70. let 18. stoletja najbolj znan francoski zdravnik, so bile njegove ideje o histeriji kasneje ovržene. Primer opustitve njegovih idej lahko najdemo v »History of Psychiatry« Edwarda Shorterja. Po Charcotovi smrti histerija ni več veljala za nevrološko motnjo, ampak le za »artefakt sugestije«. Kakorkoli, Charcot je še naprej imel vlogo v francoski psihologiji in psihiatriji. Negativne ocene Charcotovega dela o histeriji so se pojavile predvsem zaradi velikih sprememb v diagnostiki in razumevanju histerije, ki so se zgodile v desetletjih po njegovi smrti. Po njegovi smrti sta Sigmund Freud in Pierre Janet pisala članke o njegovi pomembnosti, vendar se Charcotovo delo o histeriji in hipnozi razlikuje od Freudove perspektive, po kateri je zaslovel.
Šola Charcot-Janet (Janet je bil Charcotov učenec) je zelo prispevala k vedenju o motnji razcepljenih osebnosti.

## Dejstva
Nacionalna medicinska knjižnica Združenih Narodov hrani zbirko Charcojevih zapiskov. 
Charcojev sin Jean Baptiste Charcot je očetu na čast otok, ki ga je odkril na Antarktiki poimenoval Charcojev otok.
Mednarodna zveza za multiplo sklerozo (Multiple Sclerosis International Federation ali MSIF) vsake 2 leti podeli Charcotovo nagrado za življenjsko delo na področju razumevanja ali zdravljenja multiplo skleroze.